# A Legendary Christmas
A Legendary Christmas là album phòng thu thứ 6 và cũng là album Giáng Sinh đầu tiên của nam ca sĩ người Mỹ John Legend, được phát hành vào ngày 26 tháng 10 năm 2018. Với sự góp mặt của các nghệ sĩ như Esperanza Spalding và Stevie Wonder, album được hỗ trợ quảng bá nhờ chuyến lưu diễn cùng tên kéo dài từ tháng 11 đến tháng 12 năm 2018. Album nhận được đề cử ở hạng mục Album giọng pop truyền thống xuất sắc nhất tại Giải Grammy năm 2020.

## Bối cảnh
A Legendary Christmas là album ngày lễ đầu tiên của Legend và anh đưa ra thông báo về album vào ngày 1 tháng 10 năm 2018 thông qua các mạng xã hội. Bài đăng trên Twitter của anh có nội dung: "Mùa đông năm nay, hãy sẵn sàng cho A Legendary Christmas! Tôi có một album Giáng Sinh hoàn toàn mới sẽ được phát hành cùng chuyến lưu diễn đi kèm #ALegendaryChristmas Tour!". Trước khi thông báo về album, Legend vừa trở thành nam nghệ sĩ người Mỹ gốc Phi đầu tiên đoạt được bộ 4 giải EGOT – một giải Emmy, một giải Grammy, một giải Oscar và một giải Tony. Trước đây, Legend từng nói rằng anh có ý định thực hiện một album Giáng Sinh: "Tôi vừa mới làm xong một album Giáng Sinh mới. Tôi đã muốn làm điều này từ rất lâu rồi." Vào ngày 11 tháng 10 năm 2018, Legend ra mắt cùng lúc hai đĩa đơn mở đường cho album: "Bring Me Love" và "Have Yourself a Merry Little Christmas" trên VEVO. Album được phát hành lại vào ngày 8 tháng 11 năm 2019 và có thêm 4 bài hát mới.

## Sáng tác
Stevie Wonder chơi harmonica trong bài hát đầu tiên của album "What Christmas Means to Me". Trong khi đó, Esperanza Spalding lại cùng Legend thể hiện bài hát "Have Yourself a Merry Little Christmas". Trong số 14 bài hát của album, có 8 bài là những "ca khúc Giáng Sinh kinh điển" và 6 bài còn lại là các bài hát gốc do Legend sáng tác. Người điều hành sản xuất cho album là ca sĩ-nhà sản xuất nhạc neo-soul Raphael Saadiq.

## Diễn biến thương mại
Tại Hoa Kỳ, tức quê nhà của Legend, A Legendary Christmas ra mắt ở vị trí thứ 26 trên bảng xếp hạng Billboard 200 với 20.000 đơn vị album tương đương, trong đó có 19.000 bản là album thuần.

## Danh sách bài hát
Danh sách những người thực hiện lấy từ Vulture và Tidal. Tất cả các bài hát được sản xuất bởi Raphael Saadiq.
| A Legendary Christmas | A Legendary Christmas                                                     | A Legendary Christmas                                                                   | A Legendary Christmas |
| STT                   | Nhan đề                                                                   | Sáng tác                                                                                | Thời lượng            |
| --------------------- | ------------------------------------------------------------------------- | --------------------------------------------------------------------------------------- | --------------------- |
| 1.                    | "What Christmas Means to Me" (hợp tác với Stevie Wonder)                  | Anna Gordy Gaye George Gordy Allen Story                                                | 2:41                  |
| 2.                    | "Silver Bells"                                                            | Jay Livingston Ray Evans                                                                | 3:16                  |
| 3.                    | "Have Yourself a Merry Little Christmas" (hợp tác với Esperanza Spalding) | Hugh Martin Ralph Blane                                                                 | 3:43                  |
| 4.                    | "No Place Like Home"                                                      | John Stephens Ruth-Anne Cunningham                                                      | 3:57                  |
| 5.                    | "Bring Me Love"                                                           | Stephens Walter E. Rollins Steve Nelson Meghan Trainor                                  | 3:19                  |
| 6.                    | "Merry Christmas Baby/Give Love on Christmas Day"                         | Lou Baxter Johnny Moore Deke Richards Alphonzo Mizell Frederick Perren Christine Perren | 3:50                  |
| 7.                    | "Christmas Time Is Here"                                                  | Lee Mendelson Vince Guaraldi                                                            | 3:20                  |
| 8.                    | "Waiting for Christmas"                                                   | Stephens Daniel Wilson Raphael Saadiq                                                   | 2:35                  |
| 9.                    | "Purple Snowflakes"                                                       | Clarence Pauling David Hamilton                                                         | 2:49                  |
| 10.                   | "The Christmas Song (Chestnuts Roasting on an Open Fire)"                 | Robert Wells Mel Tormé                                                                  | 4:15                  |
| 11.                   | "Please Come Home for Christmas"                                          | Charles Brown Gene Redd                                                                 | 4:08                  |
| 12.                   | "Wrap Me Up in Your Love"                                                 | Stephens Wayne Hector Saadiq                                                            | 3:45                  |
| 13.                   | "By Christmas Eve"                                                        | Stephens Amy Wadge Daniel Lafrombe                                                      | 3:51                  |
| 14.                   | "Merry Merry Christmas"                                                   | Stephens Earl Johnson IV Saadiq                                                         | 4:15                  |
| Tổng thời lượng:      | Tổng thời lượng:                                                          | Tổng thời lượng:                                                                        | 49:44                 |

| A Legendary Christmas – Phiên bản cao cấp | A Legendary Christmas – Phiên bản cao cấp                                     | A Legendary Christmas – Phiên bản cao cấp                                               | A Legendary Christmas – Phiên bản cao cấp |
| STT                                       | Nhan đề                                                                       | Sáng tác                                                                                | Thời lượng                                |
| ----------------------------------------- | ----------------------------------------------------------------------------- | --------------------------------------------------------------------------------------- | ----------------------------------------- |
| 1.                                        | "What Christmas Means to Me" (hợp tác với Stevie Wonder và sử dụng harmonica) | Anna Gordy Gaye George Gordy Allen Story                                                | 2:41                                      |
| 2.                                        | "Bring Me Love"                                                               | Stephens Walter E. Rollins Steve Nelson Meghan Trainor                                  | 3:19                                      |
| 3.                                        | "This Christmas"                                                              | Donny Hathaway Nadine McKinnor                                                          | 3:03                                      |
| 4.                                        | "My Favorite Things"                                                          | Rodgers and Hammerstein                                                                 | 2:54                                      |
| 5.                                        | "Baby, It's Cold Outside" (hợp tác với Kelly Clarkson)                        | Frank Loesser                                                                           | 3:38                                      |
| 6.                                        | "Christmas in New Orleans"                                                    | Joe Van Winkle Richard M. Sherman                                                       | 3:48                                      |
| 7.                                        | "Silver Bells"                                                                | Jay Livingston Ray Evans                                                                | 3:16                                      |
| 8.                                        | "Have Yourself a Merry Little Christmas" (hợp tác với Esperanza Spalding)     | Hugh Martin Ralph Blane                                                                 | 3:43                                      |
| 9.                                        | "No Place Like Home"                                                          | John Stephens Ruth-Anne Cunningham                                                      | 3:57                                      |
| 10.                                       | "Merry Christmas Baby/Give Love on Christmas Day"                             | Lou Baxter Johnny Moore Deke Richards Alphonzo Mizell Frederick Perren Christine Perren | 3:50                                      |
| 11.                                       | "Christmas Time Is Here"                                                      | Lee Mendelson Vince Guaraldi                                                            | 3:20                                      |
| 12.                                       | "By Christmas Eve"                                                            | Stephens Amy Wadge Daniel Lafrombe                                                      | 3:51                                      |
| 13.                                       | "Purple Snowflakes"                                                           | Clarence Pauling David Hamilton                                                         | 2:49                                      |
| 14.                                       | "The Christmas Song (Chestnuts Roasting on an Open Fire)"                     | Robert Wells Mel Tormé                                                                  | 4:15                                      |
| 15.                                       | "Please Come Home for Christmas"                                              | Charles Brown Gene Redd                                                                 | 4:08                                      |
| 16.                                       | "Wrap Me Up in Your Love"                                                     | Stephens Wayne Hector Saadiq                                                            | 3:45                                      |
| 17.                                       | "Waiting for Christmas"                                                       | Stephens Daniel Wilson Raphael Saadiq                                                   | 2:35                                      |
| 18.                                       | "Merry Merry Christmas"                                                       | Stephens Earl Johnson IV Saadiq                                                         | 4:15                                      |
| Tổng thời lượng:                          | Tổng thời lượng:                                                              | Tổng thời lượng:                                                                        | 63:12                                     |

Ghi chú
- "Baby, It's Cold Outside" có một phần được John Legend và Natasha Rothwell sáng tác thêm.[18]

## Xếp hạng

### Xếp hạng tuần
| Bảng xếp hạng (2018)                     | Vị trí cao nhất |
| ---------------------------------------- | --------------- |
| Úc (ARIA)                                | 39              |
| Album Bỉ (Ultratop Vlaanderen)           | 132             |
| Album Canada (Billboard)                 | 51              |
| Album Hà Lan (Album Top 100)             | 62              |
| Album Scotland (OCC)                     | 76              |
| Thụy Điển (Sverigetopplistan)            | 17              |
| Album Hoa Kỳ Billboard 200               | 26              |
| Hoa Kỳ Top Holiday Albums (Billboard)    | 1               |
| Album Hoa Kỳ Top R&B/Hip-Hop (Billboard) | 17              |